# Ospedale Maggiore di Bologna
O Ospedale Maggiore Carlo Alberto Pizzardi pertence à Azienda Sanitaria Locale (autoridade sanitária local) de Bolonha, juntamente com o Ospedale Bellaria "C. A.Pizzardi". É o segundo maior hospital geral distrital de Bolonha, com mais de 900 leitos, depois do Policlinico Sant'Orsola-Malpighi (que é público, mas um hospital de ensino), por isso é autônomo e não pertence à ASL).

## Estruturas e organização
O hospital está localizado em três prédios principais de 15 andares, e alguns outros prédios menores, entre eles os dois maiores são a maternidade e o Departamento de Doenças Infecciosas. A torre mais nova (Prédio D) tem um heliporto no telhado.
O hospital tem cerca de quarenta unidades operatórias, entre elas: quatro Departamentos de Emergências (Geral; Ortopédico; Obstétrico; Pediátrico) e o "Centro de Trauma" para o sistema regional de emergências (chamado "118") conhecido pelo maior número de casos críticos em todo o país. Outras unidades significativas e prestigiosas são a "Unidade de AVC" e a unidade de Cardiologia. O hospital também abriga o Instituto Estomatológico "A. Beretta".
O Hospital Maggiore possui o maior e mais lotado laboratório médico da Itália, um dos maiores da Europa, com mais de 18 milhões de exames por ano.

## Casos notáveis
Em 30 de abril de 1994, o piloto de Fórmula 1 Roland Ratzenberger foi transferido em estado crítico para o Maggiore ED, após um acidente durante a qualificação para o Grande Prêmio de San Marino de 1994 no Circuito de Ímola. Ele morreu ao chegar ao hospital.
No dia seguinte, Ayrton Senna, tricampeão mundial de Fórmula 1, sofreu um acidente durante o Grande Prêmio; ele foi levado de helicóptero para Maggiore. Às 18h40, o chefe do departamento de emergência do hospital, Dr. Fiandri, fez o anúncio de que Senna havia morrido, mas disse que o horário oficial da morte, segundo a lei italiana, era 14h17, que foi quando ele bateu no muro, uma das rodas do carro atingiu sua cabeça e seu cérebro parou de funcionar.